# شهرستان ماچن
شهرستان ماچن (به لاتین: Maqên County) یک منطقهٔ مسکونی در چین است که در ولایت خودمختار گولوگ تبتی واقع شده‌است. شهرستان ماچن ۳٬۷۰۰ متر بالاتر از سطح دریا واقع شده‌است.